# バルビレッジ
『バルビレッジ』（Barvillage）は、フクロウとクマを合わせた「オウルベア」と呼ばれるキャラクターを育てていくオンラインゲーム。ジーウェブ、ジークレスト、コールドブレスの共同開発・運営。コールドブレスが開発を担当し、ジーウェブとジークレストが運営を手掛けていたが、現在ジーウェブは運営に携わっていない。登録無料。

## 概要
オウルベアは性別、体色、衣服、耳の形や色などの組み合わせから好きなオウルベアを作成できる。また、オウルベアの住む家も形や色、飾りなどから好きな家を作成できる。バルビレッジのゲーム内には多数のアイテムが存在し、空き地（どのオウルベアも住んでいない土地）に置いてあるアイテムを拾って自宅の敷地に置ける。オウルベアには「ピヨパワー」と呼ばれる能力があり、他のオウルベアと乾杯をすると、乾杯したオウルベアの上に白色のヒヨコマークが付き、ピヨパワーが1上がる。家の中で乾杯すれば黄色のヒヨコマークがつく。多くのピヨパワーがあれば重いアイテムも持ち上げることが可能である。「コンボ」（空き地にあるアルファベットを使いアイテムのつづりを完成させる）というものをすれば、ピヨパワーより重いものを持ち上げることができる。「ピヨドリンク」という使い瞬時にピヨパワーをあげることができる有料アイテムも登場している。
有料アイテムもある。クレジット決済その他の方法で「ムギー」と呼ばれるゲーム内硬貨を購入する。そのムギーで、「ピヨコイン」と呼ばれるゲーム内硬貨（カプセルマシーンで遊ぶのに必要）や物を収納できる倉庫、限定アイテムを購入したりできる。
- オウルベアを使ってチャットができる。
- 掲示板に書き込みができる。
- 『アイテム（コンボ）リスト』に沿ったコンボを揃えることができる。
- ミラクルルーム（自分の持っているアイテムを何種類か使用して新たなアイテムを得ることができる）
- マイフレンド登録・お気に入り登録（★など）をしたオウルベアがいまIN（ログイン）しているか確認できる。

## 詳細

### ゲーム形式
本ゲームはAdobe Flash形式で提供されている。いわゆるブラウザゲームで、ソフトウェアを別途ダウンロードする必要が無い。

### アクションボタン
画面中下にある。
- ヘルプ（別ウインドウ）
- インフォ（イベントやキャンペーン情報など）
- フレンド（フレンドリストを展開。カンパイ！リスト含む）
- アイテム（アイテム購入。別ウインドウ）
- ワープ（詳細は後述）
- さがす（半角の英単語でアイテム類を探す）
- じょうろ（植物アイテムに水やりができる）
- こんにちは（※）
- さようなら（※）
- ありがとう（※）
- ちょうだい
- おいで
- うん
- いや
- かんぱい（※）
- よろこぶ（※）
- おこる
- なく
- もつ（アイテムを持つ。所定のピヨパワーが必要）
- おろす（アイテムを下ろ)

但し、他のオウルベアの敷地ではアイテムを下ろす（持つ）事はできない。
アクションボタンの横には、ピヨパワー、ムギー、ピヨコインの順に表示されている。

### レーダー機能
レーダーは左下にあり、それぞれ現在地と自分の敷地の座標が表示されている。自分のオウルベアはオレンジの●で、他のオウルベアは白い●で表示される。同様にして、敷地はそれぞれの区分の色の▲で塗りつぶされる。空き地（空白地）にはマークの表示は無い。

### 「さがす」機能
現在位置の近くで目的のアイテムを探したいとき、アイテムのつづりを入力し「さがす」ボタンを押すと検索できる。現在位置とアイテムのある地点が地図上に表示される。

### ワープ機能
指定した地点に一瞬で移動できる「ワープ」という機能が存在し、ワープバルーン（有料アイテム）を消費しフレンドリストに登録したプレイヤーの現在地や、自宅エリアへの瞬間移動が可能。また、ワープバルーンを消費せずともパークと呼ばれる異次元空間への移動や、自宅エリアへ瞬時に戻ることは可能。

### 引越し
自プレイヤーの家を持ちあげ、別のエリアに設置することで引越しが出来る。
ただし、家がすでにあるところまたは、パークには、引越しできない。

### 着ぐるみアイテム
着ぐるみアイテムは、このアイテムを持ち上げると「このアイテムは身につけることができます～」等の表示が出る。Yesを選択すると、オウルベアの身にまとった状態となり、さらにボタンでアクションができる。アイテムを通常通り持ち上げる事も可能（ただし、細かい位置の調整には向かない）。着ぐるみを外すには、アイテム等何も無い場所で「身につけているアイテムを外しますか」にYesを選択すれば良い。

### 期間限定イベント
- スゴロクやスクラッチ、宝くじ等のゲームにより限定のアイテムや珍しいアイテムなどを当てることができる。このゲームは1日1回制であったり、特定のガチャを回していることが条件としてある。
- コンテストと呼ばれる、自分の敷地をアイテムで美しく飾った人を表彰するイベントがある。表彰されると限定アイテムが与えられる。
- その他常時何らかのイベントが複数行われ、限定アイテムを無料で得ることもしばしばである。

### 村（サーバ）
バルビレッジではゲームサーバーを「村」として扱っており、アヒル村、ヒバリ村、ハヤブサ村、カルガモ村、カワセミ村、ツバメ村、カナリア村、ペンギン村、ウグイス村が存在する。ただし、一度登録すると、他の村への移動（ワールド変更）はできない。

### パーク
「パーク」は、村のプレイヤーが簡単に移動できる空間で、わらぶき、みどり、ほしぞらの3つのパークに加え、ゲーム機能に特化したゲームパークやまほうパークが存在する。
ゲームパーク・まほうパーク以外のパークには空き地同様アイテムを置くことも可能。
また、簡単に移動できる性質上、交流場所として栄えている。

### 集落
バルビレッジでは、村民同士による『集落』なる団体が存在し、
一つの村に数十の大小の集落があるとみられている。
また、集落にＨＰが存在するなど手が込んだ集落もある。

## バルビレッジ2
『バルビレッジ2』は、2010年12月20日にリリースされた実質上の続編である。
なお、mixiアプリとして、『バルビレッジ2 for mixi』が先行公開されていた。また、Yahoo!モバゲー版「バルビレッジ2」もリリースされた（バルビレッジ2とは別サービスである）。

### データの引き継ぎと特徴
- 前作とは、パネルや庭などの大きさが変更されるため、そのままでは移行されず、データの移行手続きが必要。
- ピヨコイン制は廃止され、補償チケットに変換される。また、「ピヨコイン」と「ぴよコイン」は別のものである。フレンドリストはリセットされ、ピヨパワーのシステムは導入されない。
- 新たに専用の通貨が用意される他、前作では不可能だった、フレンドへのプレゼントなども出来るようになる。
- 引き継げないアイテムについては補償チケットに変換される。倉庫やルーム、マジックハットなどもその対象である。補償チケットに変換されないアイテムは、スリーピードラゴン、マジックボール、プラントなどである。
- 植物を育て、アイテムなどを手に入れる事が出来る様になる『ファーム』が実装された。

### バルビレッジの有効期限
2010年9月30日まで。

※現在はログインができない状態となっている。
※２への『引越し手続き』をする事は、2011年10月現在で有効期限設定は無し。

## 沿革
- 2005年
  - 8月9日 - 公式サイトオープン
  - 9月21日 - オープンベータテスト開始
  - 10月25日 - 正式サービスが開始
  - 12月1日 - カルガモ村オープン
  - 12月28日 - ペンギン村オープン
- 2006年
  - 1月23日 - 有料だったケルベロスが無料になる。倉庫も買い取り制に移行
  - 7月20日 - アヒル村オープン
  - 9月27日 - カナリア村オープン
- 2007年
  - 2月21日 - ヒバリ村オープン
  - 4月25日 - ミラクルルーム誕生。アイテムを掛け合わせて別アイテムにできる。
  - 5月30日 - フレンドリスト機能が一新され、★や◆、♥のマークに振り分けできるようになったほか、お気に入りリストに加える事で、ログイン状況が確認できるように変更された（拒否する設定にもできる）。
  - 6月28日 - ワープ機能の実装やフレンドリストの改良
- 2010年
  - 12月20日 - 「バルビレッジ2」サービス開始および「バルビレッジ」のサービス終了（7月12日に同社がサービス開始延期を発表した）
- 2011年
  - 10月20日 - ムギーの販売終了、新規会員登録停止
- 2012年
  - 4月27日 - 11時をもってサービス終了、ムギー残高の払戻対応期間が開始
  - 7月2日 - 12時をもってムギー残高の払戻対応期間が終了